# あさぎり駅
あさぎり駅（あさぎりえき）は、熊本県球磨郡あさぎり町免田東大正町にあるくま川鉄道湯前線の駅である。駅番号は8。

## 歴史
- 1924年（大正13年）3月30日：鉄道省の免田駅（めんだえき）として開業[1]。
- 1949年（昭和24年）6月1日：公共企業体としての日本国有鉄道が発足。
- 1980年（昭和55年）6月1日：貨物取扱廃止[1]。
- 1984年（昭和59年）2月1日：荷物扱い廃止[1]。
- 1987年（昭和62年）4月1日：国鉄分割民営化に伴い九州旅客鉄道（JR九州）の駅となる[1]。
- 1989年（平成元年）10月1日：第3セクター転換により、くま川鉄道の駅となる[1]。
- 1999年（平成11年）
  - 10月17日：合築駅舎「ポッポー館」落成式[2]。
  - 10月18日：「ポッポー館」がオープン[2]。
- 2009年（平成21年）4月1日：あさぎり駅に改称[3]。

## 駅構造
相対式2面2線で6両が停車出来るホームと保線車両用側線を持つ地上駅で、公衆電話やトイレが駅舎内にある。くま川鉄道で唯一交換設備がある有人駅で、タブレットの受渡しが行われる。
駅舎は免田町商工コミュニティーセンター「ポッポー館」との合築で、1999年に新たに建設された。JAくま免田支所や図書館、多目的ホールなどを有する複合施設で、施設の一つとしてあさぎり駅がある。
令和2年7月豪雨による運休から、2021年（令和3年）11月に運行を部分再開（肥後西村駅 - 湯前駅間）するに当たり、構内に仮設車両基地が設けられた。

### のりば
| のりば | 路線    | 行先             | 備考                                                 |
| ------ | ------- | ---------------- | ---------------------------------------------------- |
| 1      | ■湯前線 | 人吉温泉方面     | 人吉温泉（人吉駅）方面は肥後西村で代行バスに乗り換え |
| 2      | ■湯前線 | 多良木・湯前方面 |                                                      |

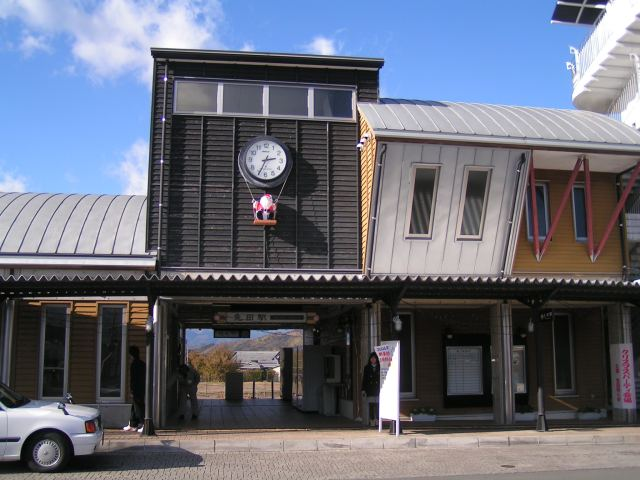
入口部分（2005年12月）
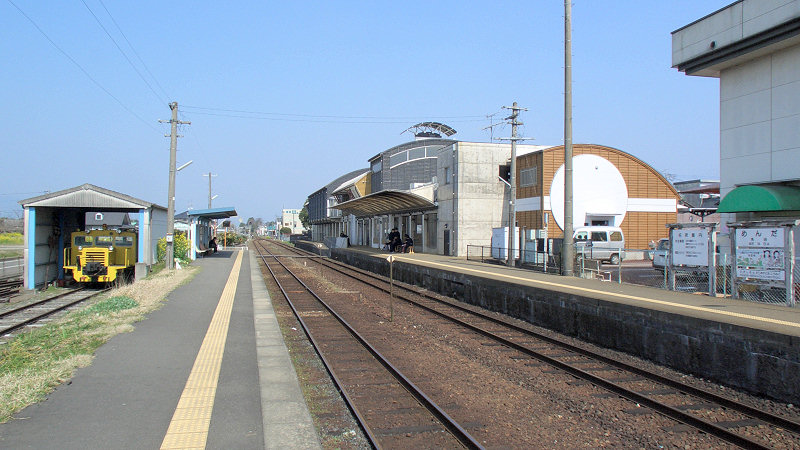
ホーム（2007年3月）

## 利用状況
| 年度   | 一日平均 乗車人員 | 一日平均 乗降人員 |
| ------ | ----------------- | ----------------- |
| 2011年 | 353               | 674               |
| 2012年 | 352               | 682               |
| 2013年 | 349               | 672               |
| 2014年 | 341               | 657               |
| 2015年 | 336               | 638               |
| 2016年 | 257               | 638               |
| 2017年 | 374               | 478               |
| 2018年 | 388               | 762               |

## 駅周辺
駅はあさぎり町の中心で国道219号沿いに市街地が広がっており、駅周辺には商店等もある。また、産交バスのあさぎり駅前バス停がある。
- あさぎり町商工コミュニティセンター「ポッポー館」
- Aコープなかくま
- 国道219号
- 日本郵政免田郵便局
- 肥後銀行免田支店
- あさぎり町立免田小学校
- あさぎり町立免田中学校
- あさぎり町役場
- 熊本県立南稜高等学校
- 中球磨モータースクール

### バス路線
- 駅前ロータリーに「あさぎり駅前」バス停があり下記の通りの路線バスは発着している。

| 路線名                | 行先 | 備考                                                 |
| 人吉方面              | 人吉方面                                                                                                 | 人吉方面                                             |
| --------------------- | --- | ---------------------------------------------------- |
| 湯前線 多良木線       | 人吉駅前・人吉産交（木上小学校前経由）                                                                   |                                                      |
| 市房登山口線 多良木線 | 人吉駅前・人吉産交（球磨中央高校前・人吉医療センター経由）                                               | 平日のみ「人吉医療センター」経由便運行               |
| 多良木・湯前方面      | |                                                      |
| 多良木線              | 多良木駅前（下多良木経由）多良木駅前（球磨支援学校経由）                                                 |                                                      |
| 湯前線                | 湯の前駅前（下多良木経由）湯の前駅前（球磨支援学校経由）                                                 |                                                      |
| 市房登山口線          | 市房登山口（下多良木・湯の前駅前・水上村役場経由）市房登山口（球磨支援学校・湯の前駅前・水上村役場経由） | 水上村役場にて古屋敷・柳原方面と接続（平日のみ運行） |

## 隣の駅
くま川鉄道
■湯前線
おかどめ幸福駅（7） - あさぎり駅（8） - 東免田駅（9）